# Grant Albrecht
Grant Albrecht (* 29. Januar 1981 in Red Deer) ist ein kanadischer Rennrodler.
Grant Albrecht rodelt seit 1993, seit 1998 gehört er zum kanadischen Nationalkader. Er tritt im Doppelsitzer an. Zunächst war Mike Moffat sein Partner. Mit ihm wurde er im Rennrodel-Weltcup 2000/2001 13. Die Rennrodel-Weltmeisterschaften 2001 bescherten dem Doppel den sechsten Rang und den siebten mit der kanadischen Mannschaft. Bei den Olympischen Spielen von Salt Lake City wurde das Doppel Albrecht/Moffat Zwölfte.
Nach den Olympischen Spielen gab es Umsetzungen bei den kanadischen Doppelsitzern. Albrecht fuhr nun mit Eric Pothier, sein früherer Partner Mike Moffat mit seinem Bruder, und Pothiers früherem Partner, Chris Moffat. Albrecht/Pothier waren zunächst das stärkere Doppel. In der nacholympischen Saison 2002/03 belegten sie im Gesamtweltcup den neunten Rang, 2003/04 wurden sie Siebte und 2004/05 Achte. Bei den Rennrodel-Weltmeisterschaften 2003 in Sigulda belegten sie den elften Platz im Doppel und den achten Platz mit dem Team, 2004 wurden sie im Doppel Neunte und mit der Mannschaft Siebte, sowie 2005 Elfte im Doppel und Sechste mit dem Team.